# Сенегал на зимових Олімпійських іграх 2010
Сенегал на зимових Олімпійських іграх 2010 був представлений 1 спортсменом в 1 виді спорту.

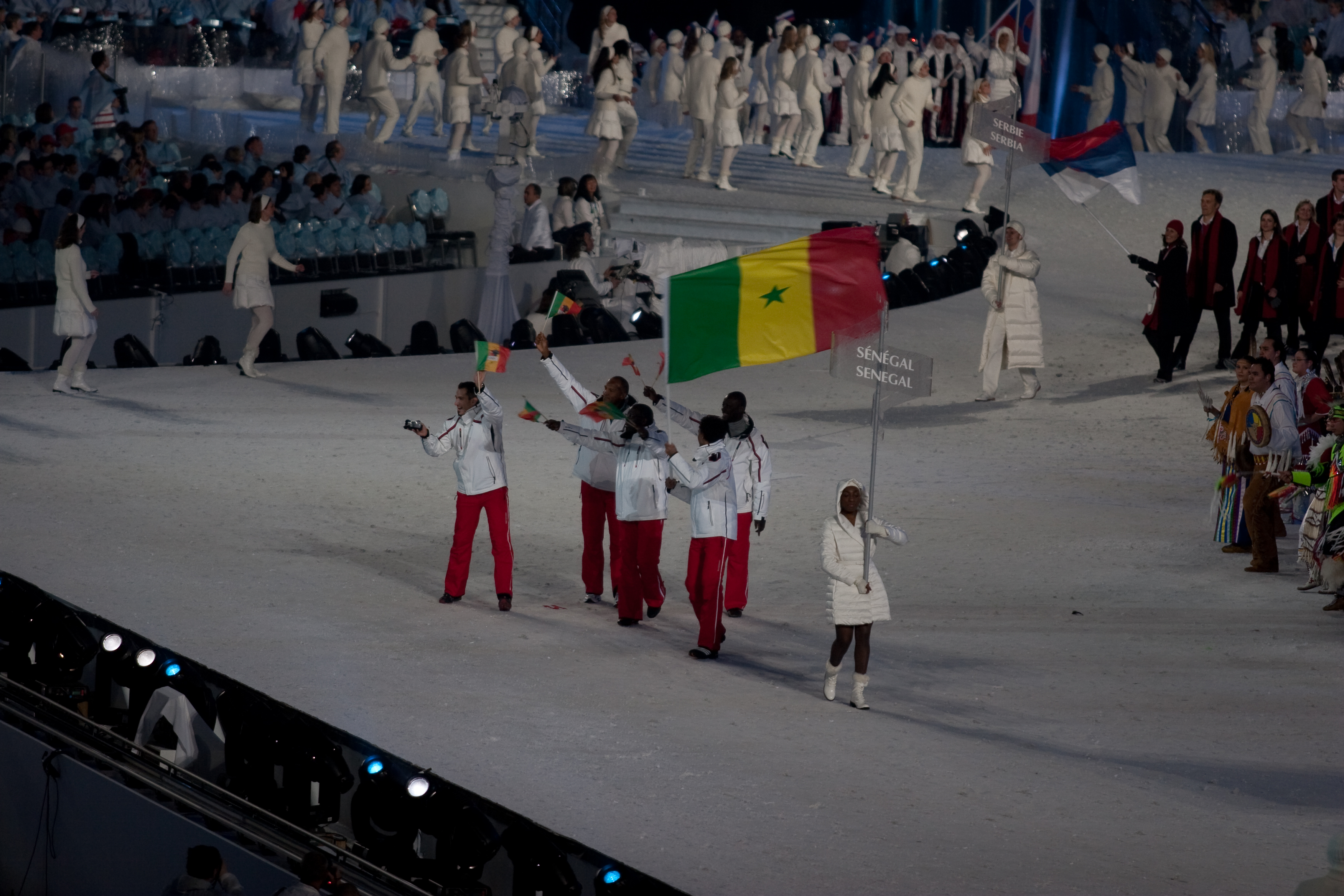
Збірна Сенегалу під час Параду націй на церемонії відкриття Олімпіади